# Excíton
Um excíton[br] ou excitão[pt] é uma quasipartícula (ou excitação elementar) dos sólidos formada por um elétron e um "buraco" ligados através da interação coulombiana.  Se dá unicamente em semicondutores e isolantes.
Uma forma de entender a formação do excíton é a seguinte: um fóton alcança um semicondutor, excitando um elétron desde a banda de valência à banda de condução. O "buraco" que deixa atrás de si o elétron na banda de valência, ao ter carga oposta, interage com ele, atraindo-o através da força de Coulomb, de forma que ficam ligados um ao outro. O sistema que resulta de tal vínculo é justamente o excíton, e possui uma energia ligeiramente menor que a de um elétron e um "buraco" livres.
Dado que este sistema é similar ao que formam, nos átomos hidrogenóides, o elétron e o núcleo, sua função de onda também será hidrogenóide. Entretanto, a energia de ligação é muito menor, e seu tamanho muito maior que os do átomo de hidrogênio, devido aos efeitos de dispersão (que se traduz em uma permissividade dielétrica maior que a do vácuo) e à massa efetiva do elétron e o "buraco", que são característicos do material.
Num átomo de hidrogênio o núcleo e o elétron podem ter o spin paralelo ou antiparalelo, e o mesmo se sucede ao excíton.

## Excíton de Frenkel
Em materiais com uma constante dielétrica relativamente pequena, a interação Coulomb entre um elétron e um buraco pode ser forte e os excitons tendem a ser pequenos, da mesma ordem que o tamanho da célula unitária. A absorção de um fóton ressonante com uma transição d-d leva à criação de um par de elétrons-orifícios em um único local atômico, que pode ser tratado como um excíton de Frenkel.

## Excíton de Wannier-Mott
Nos semicondutores, a constante dielétrica é geralmente grande. Consequentemente, a triagem de campo elétrico tende a reduzir a interação de Coulomb entre elétrons e buracos. O resultado é um exciton de Wannier-Mott,  que possui um raio maior que o espaçamento da rede.

## Excíton de Mahan
O exciton de Mahan é um tipo de exciton previsto em 1967, por Gerald Mahan, que ainda pode persistir acima da densidade de Mott. Essa quase partícula foi observada em uma perovskita com halogeneto de chumbo à temperatura ambiente, um semicondutor barato e abundante que é intensamente investigado para aplicações como energia fotovoltaica, materiais luminescentes ou lasers.

## Excitões em nanopartículas
Nas nanopartículas de cristalito semicondutoras que exibem efeitos de confinamento quântico e, portanto, se comportam como pontos quânticos, os raios excitônicos são dados por
{\displaystyle a_{\text{X}}={\frac {\varepsilon _{r}}{\mu /m_{0}}}a_{0}}
onde {\displaystyle \varepsilon _{r}} é a permissividade relativa, {\displaystyle \mu \equiv (m_{e}^{*}m_{h}^{*}/(m_{e}^{*}+m_{h}^{*})} é a massa reduzida do sistema de buracos de elétrons, {\displaystyle m_{0}} é a massa de elétrons e {\displaystyle a_{0}} é o raio de Bohr.